# Championnat de Suisse de football de troisième division
Le Championnat de Suisse de football de troisième division, appelé « Promotion League » (ou « Hoval Promotion League » pour des raisons de sponsoring avec Hoval), comprend 18 clubs. 
Il s'agit d'un nouveau format introduit lors la saison 2012-2013 à la suite d'une réforme décidée en 2010. Auparavant, la troisième division suisse était formée de trois groupes régionaux.

## Historique

### Noms successifs
Avant le changement de format de 2012, la troisième division s'est tour à tour nommée :
- 1901-1923 : Série C
- 1923-1930 : Série B
- 1930-1931 : 3e Ligue
- 1931-1933 : 2e Ligue
- 1933-2012 : 1re Ligue

Depuis sa réorganisation en 2012, elle s'est appelée successivement :
- 2012-2014 : 1re Ligue Promotion
- Depuis 2014 : Promotion League

### Réforme pour la saison 2012-2013
En 2010, l'Association suisse de football (ASF) a décidé de réduire le nombre d'équipes de Challenge League de 16 à 10 et de créer la 1re Ligue Promotion, composée de 16 équipes.

### Changement de nom
Le 26 octobre 2013, l'assemblée générale de la Première Ligue, qui organise le championnat, décide de renommer la 1re ligue Promotion en Promotion League afin de distinguer cette dernière de la 1re Ligue Classic et de la rapprocher de la Super League et de la Challenge League.

## Organisation

### Participants
Jusqu'à la saison 2021-2022, le championnat de Promotion League était disputé par 16 équipes. Parmi ces clubs, quatre d'entre eux peuvent être des équipes M21, soit des formations constituées de joueurs de moins de 21 ans. À partir de la saison 2022-2023, le championnat compte 18 équipes, soit deux de plus, et désormais le nombre d'équipes M21 n'est plus limité.

### Promotion et relégation
L'équipe terminant à la première place à l'issue du championnat est promue en Challenge League. Les équipes qui terminent aux deux dernières places sont reléguées en 1re Ligue. Les équipes espoirs, formées de joueurs de moins de 21 ans, ne peuvent pas être promues en Challenge League.
Initialement, quatre places dans le championnat étaient réservées à des formations espoirs. À la création de la Promotion League, ces équipes avaient des places fixes, c'est-à-dire que si elles occupaient les dernières places du championnat, elles ne pouvaient pas être reléguées et remplacées par une équipe senior, mais uniquement par une autre équipe espoirs. Ce règlement spécifique est changé avant la saison 2014-2015. Les équipes espoirs peuvent être reléguées de Promotion League et promues de 1re Ligue sans condition spéciale, mais le nombre maximal d'équipes espoirs pouvant participer à la Promotion League est fixé à quatre. À partir de la saison 2022-2023, cette limite de quatre équipes espoirs est supprimée.

## Clubs de la saison 2024-2025
| Club               | En PL depuis | Classement 2023-2024    | Stade                     | Capacité |
| ------------------ | ------------ | ----------------------- | ------------------------- | -------- |
| FC Baden           | 2024         | 10e (CL)                | Stadion ESP               | 7 000    |
| FC Rapperswil-Jona | 2019         | 2e                      | Stadion Grünfeld          | 2 700    |
| FC Biel-Bienne     | 2021         | 3e                      | Tissot Arena              | 5 200    |
| FC Paradiso        | 2023         | 4e                      | Campo Pian Scairolo       | 1 000    |
| SR Delémont        | 2023         | 5e                      | Stade de la Blancherie    | 5 263    |
| SC Brühl SG        | 2012         | 6e                      | Paul-Grüninger-Stadion    | 4 200    |
| SC Kriens          | 2022         | 7e                      | Stadion Kleinfeld         | 5 100    |
| FC Zurich II       | 2012         | 8e                      | Sportplatz Heerenschürli  | 1 120    |
| SC Cham            | 2015         | 9e                      | Stadion Eizmoos           | 1 800    |
| BSC Young Boys II  | 2021         | 10e                     | Stade du Wankdorf         | 31 783   |
| FC Bavois          | 2016         | 11e                     | Terrain des Peupliers     | 659      |
| FC Lucerne II      | 2022         | 12e                     | Sportanlage Hubelmatt     | 7 000    |
| FC Lugano II       | 2023         | 13e                     | Stadio comunale Cornaredo | 6 300    |
| FC Bulle           | 2022         | 14e                     | Stade de Bouleyres        | 5 150    |
| FC Breitenrain     | 2012         | 15e                     | Spitalacker               | 1 450    |
| FC Bâle II         | 2012         | 16e                     | Rankhof                   | 7 000    |
| FC Grand-Saconnex  | 2024         | 1er Gr.1 (1re Ligue C.) | Stade du Blanché          | 825      |
| Vevey-Sports       | 2024         | 3e Gr.1 (1re Ligue C.)  | Stade de Copet            | 5 000    |

| \| Bâle U21 Bavois Berne U21 Bienne Breitenrain Brühl SG Cham Kriens Rapperswil-Jona Zurich U21 Bulle Lucerne U21 Delémont Paradiso Lugano U21 Grand-Saconnex Vevey Baden \| Localisation des clubs engagés dans le championnat. |
| Bâle U21 Bavois Berne U21 Bienne Breitenrain Brühl SG Cham Kriens Rapperswil-Jona Zurich U21 Bulle Lucerne U21 Delémont Paradiso Lugano U21 Grand-Saconnex Vevey Baden                                                           |

## Palmarès
Voici le palmarès depuis la réforme entrée en vigueur en 2012 :
- 2013 : FC Schaffhouse
- 2014 : FC Le Mont
- 2015 : Neuchâtel Xamax FCS
- 2016 : Servette FC
- 2017 : FC Rapperswil-Jona
- 2018 : SC Kriens
- 2019 : FC Stade Lausanne Ouchy
- 2020 : aucun[8]
- 2021 : Yverdon-Sport FC
- 2022 : AC Bellinzone
- 2023 : FC Lucerne II
- 2024 : Étoile Carouge FC
- 2025 : FC Rapperswil-Jona